# Wyprawa tysiąca
Wyprawa tysiąca (wł. Spedizione dei mille), także wyprawa sycylijska – zorganizowana w maju 1860 przez Giuseppe Garibaldiego wyprawa 1089 ochotników (tzw. czerwonych koszul) przeciwko Królestwu Obojga Sycylii.
W ciągu czterech miesięcy Garibaldi podporządkował sobie liczące 9 milionów ludzi państwo i zmusił do ucieczki króla Obojga Sycylii Franciszka II. Sukces akcji był skutkiem poparcia miejscowej ludności oraz rozkładu neapolitańskiej armii, która pozbawiona była woli walki.
W efekcie krótkiej kampanii Garibaldi stał się panem całych południowych Włoch, które oddał pod władzę Wiktora Emanuela II, króla Sardynii. Na przełomie 1860/1861 wojska sardyńskie, przyłączając po drodze część Państwa Kościelnego, dotarły do Neapolu.
W marcu 1861 proklamowano Królestwo Włoch.